# Justin Theroux
Justin Paul Theroux nascut el 10 d'agost de 1971 a Washington D.C., és un actor, director i guionista de cinema estatunidenc. Conegut principalment pels seus papers a les pel·lícules Mulholland Drive (2001) i Inland Empire (2006) de David Lynch, així com a la sèrie de televisió The Leftovers (2014-2017).

## Biografia

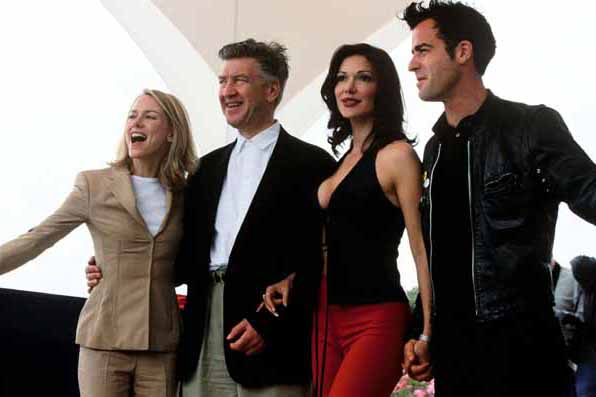
Theroux a la premiere del Festival de Cannes 2001 de Mulholland Drive, amb Naomi Watts, David Lynch, Laura Harring

Just acabar els estudis d’interpretació i art al Bennington College (Bennington - Vermont), va debutar a la pel·lícula I Shot Andy Warhol (1996). Va guanyar reconeixement pel seu treball amb el director David Lynch a Mulholland Drive (2001) i a Inland Empire (2006). També va aparèixer en pel·lícules com American Psycho (2000), Charlie's Angels: Full Throttle (2003), Miami Vice (2006), Wanderlust (2012), The Girl on the Train (2016), The Spy Who Dumped Me (2018), On the Basis of Sex (2018) i Lady and the Tramp (2019).
Theroux ha estat guionista de pel·lícules com la comèdia d'acció Tropic Thunder (2008), juntament amb Ben Stiller i Etan Coen, així com el guió de Iron Man 2 (2010) i el drama musical de comèdia Rock of Ages (2012). Va debutar com a director a la comèdia romàntica Dedication (2007).
En el món televisiu va tenir un dels papers secundaris a la prestigiosa sèrie de TV de HBO Six Feet Under (2001-2005), apareixent també en altres, amb petits papers a The District, Alias i Sex and the City. Va interpretar a John Hancock a la minisèrie John Adams (2008) de HBO.
Tanmateix, no va ser fins a l’any 2013 que va ser escollit per fer de protagonista principal amb el personatge de Kevin Garvey a la sèrie The Leftovers (2014-2017), també de HBO, basada en el llibre homònim de Tom Perrotta. Amb aquesta sèrie va rebre elogis de la crítica en general i va ser nominat al Critics' Choice Television Award al millor actor en una sèrie dramàtica. També va interpretar el doctor James Mantleray a la minisèrie dramàtica de comèdia de Netflix, Maniac (2018). Del 2021 al 2023, va interpretar a Allie Fox a l'adaptació d'Apple TV+ de The Mosquito Coast, basada en la novel·la del seu oncle Paul Theroux. El 2023, també va protagonitzar la minisèrie política satírica de HBO White House Plumbers.

### Vida personal
La mare de Theroux, Phyllis Grissim Theroux, és assagista i autora, i el seu pare, Eugene Theroux, és advocat de Baker & McKenzie a Washington. El seu oncle, Paul Theroux, es dedica a la novel·la i la literatura de viatges. Va escriure la novel·la La costa dels mosquits (1981), el qual es basaria la pel·lícula homònima protagonitzada per Harrison Ford el 1986. Així mateix, és cosí dels periodistes i documentalistes britànics Marcel i Louis Theroux.
L’actor va tenir una relació sentimental amb Jennifer Aniston des de 2011, quan van protagonitzar junts la pel·lícula Wanderlust. Amb la popular actriu es va comprar una casa a Los Angeles, al districte de Bel-Air. El matrimoni es va celebrar el 5 d’agost de 2015, però es van divorciar a l’any 2018.

## Filmografia
| Any         | Títol                                  | Direcció           | Notes                                  |
| ----------- | -------------------------------------- | ------------------ | -------------------------------------- |
| 1996        | I Shot Andy Warhol                     | Mary Harron        |                                        |
| 1997        | Dream House                            | Adam Amdur         |                                        |
| 1997        | Romy and Michele's High School Reunion | David Mirkin       |                                        |
| 1998        | Dead Broke                             | Edward Vilga       |                                        |
| 1998        | New York Undercover                    |                    | sèrie de TV. 3 episodis                |
| 1998        | Aly Mc Beal                            |                    | sèrie de TV. 1 episodi                 |
| 1998        | Spin City                              |                    | sèrie de TV. 1 episodi                 |
| 1998-1999   | Sex and the City                       |                    | sèrie de TV, temporades 1-2 2 episodis |
| 1999        | Sirens                                 |                    | telefilm                               |
| 2000        | American Psycho                        | Mary Harron        |                                        |
| 2000        | The Broken Hearts Club                 | Greg Berlanti      |                                        |
| 2001        | The Sleepy Time Gal                    | Christopher Munch  |                                        |
| 2001        | Mulholland Drive                       | David Lynch        |                                        |
| 2001        | Zoolander                              | Ben Stiller        |                                        |
| 2003        | Charlie's Angels: Full Throttle        | McG                |                                        |
| 2003        | Duplex                                 | Danny DeVito       |                                        |
| 2003        | Happy End                              | Amos Kollek        |                                        |
| 2003        | Alias                                  |                    | sèrie de TV, temp. 3, episodis 4 i 5   |
| 3003-2004   | Six Feet Under                         |                    | sèrie de TV. 8 episodis                |
| 2005        | The Baxter                             | Michael Showalter  |                                        |
| 2005        | Confessions of a Dog                   | Chris Koch         | telefilm                               |
| 2006        | The Legend of Lucy Keyes               | John Stimpson      |                                        |
| 2006        | Return to Rajapur                      | Nanda Anand        |                                        |
| 2006        | Miami Vice                             | Michael Mann       |                                        |
| 2006        | Inland Empire                          | David Lynch        |                                        |
| 2007        | Broken English                         | Zoe Cassavetes     |                                        |
| 2007        | The Ten                                | David Wain         |                                        |
| 2007        | Dedication                             | Justin Theroux     | 1a pel·lícula com a realitzador        |
| 2008        | John Adams                             | Tom Hooper         | minisèrie de TV. 2 episodis            |
| 2008        | Tropic Thunder                         | Ben Stiller        | guionista i productor                  |
| 2010        | Parks and Recreation                   |                    | sèrie de TV, temp. 2, episodis 13 a 16 |
| 2010        | Iron Man 2                             | Jon Favreau        | guionista                              |
| 2011        | Your Highness                          | David Gordon Green |                                        |
| 2012        | Wanderlust                             | David Wain         |                                        |
| 2012        | Rock of Ages                           | Adam Shankman      | guionista                              |
| 2014 - 2017 | The Leftowers                          |                    | sèrie de TV. 3 temporades. 25 episodis |
| 2016        | Zoolander 2                            | Ben Stiller        |                                        |
| 2016        | The Girl on the Train                  | Tate Taylor        |                                        |
| 2017        | Star Wars VIII – The Last Jedi         | Rian Johnson       | en el paper de Master Codebreaker      |
| 2018        | Mute                                   | Duncan Jones       |                                        |
| 2018        | Maniac                                 | Cary Joji Fukunaga | minisèrie TV: 9 episodis               |
| 2018        | The Spy Who Dumped Me                  | Susanna Fogel      |                                        |
| 2018        | On the Basis of Sex                    | Mimi Leder         |                                        |
| 2020        | False Positive                         | John Lee           |                                        |
| 2021        | Violet                                 | Justine Bateman    |                                        |
| 2021        | The Mosquito Coast                     |                    | sèrie de TV.                           |
| 2023        | White House Plumbers                   |                    | minisèrie satírica de HBO              |
| 2024        | Beetlejuice Beetlejuice                | Tim Burton         |                                        |